# فيروسات اصفرار البنجر
فيروسات إصفرار البنجر (بالإنجليزية: Closteroviridae)‏ هي فصيلة من الفيروسات تضم الأجناس التالية:
- فيروس إصفرار البنجر: يضم نوع فيروس إصفرار البنجر وفيروس تريستيزا الحمضيات.
- فيروس مصفر الخس: يضم نوع فيروس مصفر الخس المعدي.
- فيروس الكرمة: يضم نوع فيروس التفاف أوراق الكرمة المرتبطة 3

## وصلات خارجية
- فيروسات إصفرار البنجر من موقع نطاق فيروسي